# Jan Werich
Jan Werich (nato Jan Křtitel František Serafínský; Praga, 6 febbraio 1905 – Praga, 31 ottobre 1980) è stato un attore, commediografo e scrittore ceco.

## Biografia
Nel 1927 debuttò nel mondo del teatro, dopo aver abbandonato gli studi di giurisprudenza.
Fondò la rivista Osvobozené divadlo ("teatro liberato") assieme a Jaroslav Ježek e George Voskovec, un giornale basato su una forma di teatro avanguardista degli anni '20 caratterizzato da satira anticonvenzionale, soprattutto critica antifascista, e da spettacoli di musica jazz. Tra il 1927 e il 1939 il gruppo mise in scena una ventina di spettacoli teatrali che includevano burlesque, scene comiche, esibizioni di danza e di musica, tutti basati sulla mimica dei clown, sul genere del cinema grottesco e sul poeticismo.
Werich fu autore di sceneggiature cinematografiche e di libri in prosa ispirati alla tradizione fiabesca di Karel Čapek. Dopo aver soggiornato negli Stati Uniti durante la seconda guerra mondiale, tornò in patria, dove collaborò con Miroslav Horníček. Nel 1955 diresse il Teatro della satira di Praga (dal 1957 noto come Divadlo ABC), proseguendo la tradizione dell'Osvobozené divadlo. Come attore prese parte a diversi film, tra cui L'imperatore della città d'oro di Martin Fric, una delle commedie più popolari del cinema ceco. È noto per le sue critiche sociali che si possono ravvisare nei suoi racconti umoristici, libri per bambini e memorie.

## Filmografia

### Attore
- La caduta di Berlino, regia di Michail Čiaureli (1949)
- Byl jednou jeden král..., regia di Bořivoj Zeman (1955)
- C'era una volta un gatto, regia di Vojtěch Jasný (1963)
- La 25ª ora (La Vingt-cinquième heure), regia di Henri Verneuil (1967)

## Teatro
- Vest Pocket Revue (1927)
- Golem (1931)
- Cezar (Caesar, 1932)
- Magarac i sjena (Osel a stín, 1933)
- Krvnik i luda (Kat a blázen, 1934)
- Šaka na oko ili Cezarovo finale (Pěst na oko aneb Caesarovo finále, 1938)